# شيفروليه كابريس

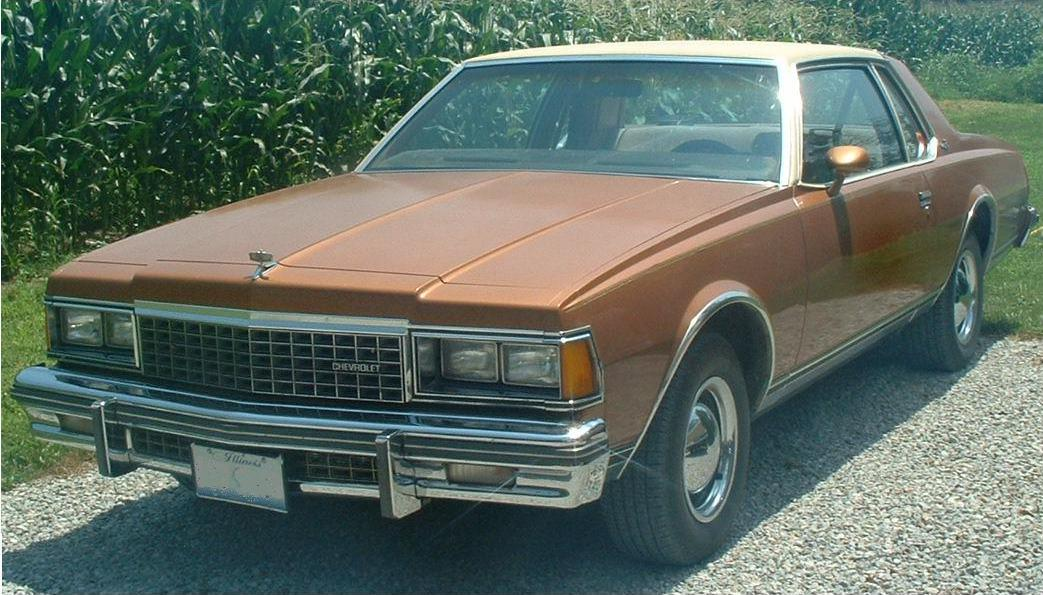
شيفروليه كابريس كلاسيك التي أنتجت في الولايات المتحدة عام 1978 م ~ 1980 م

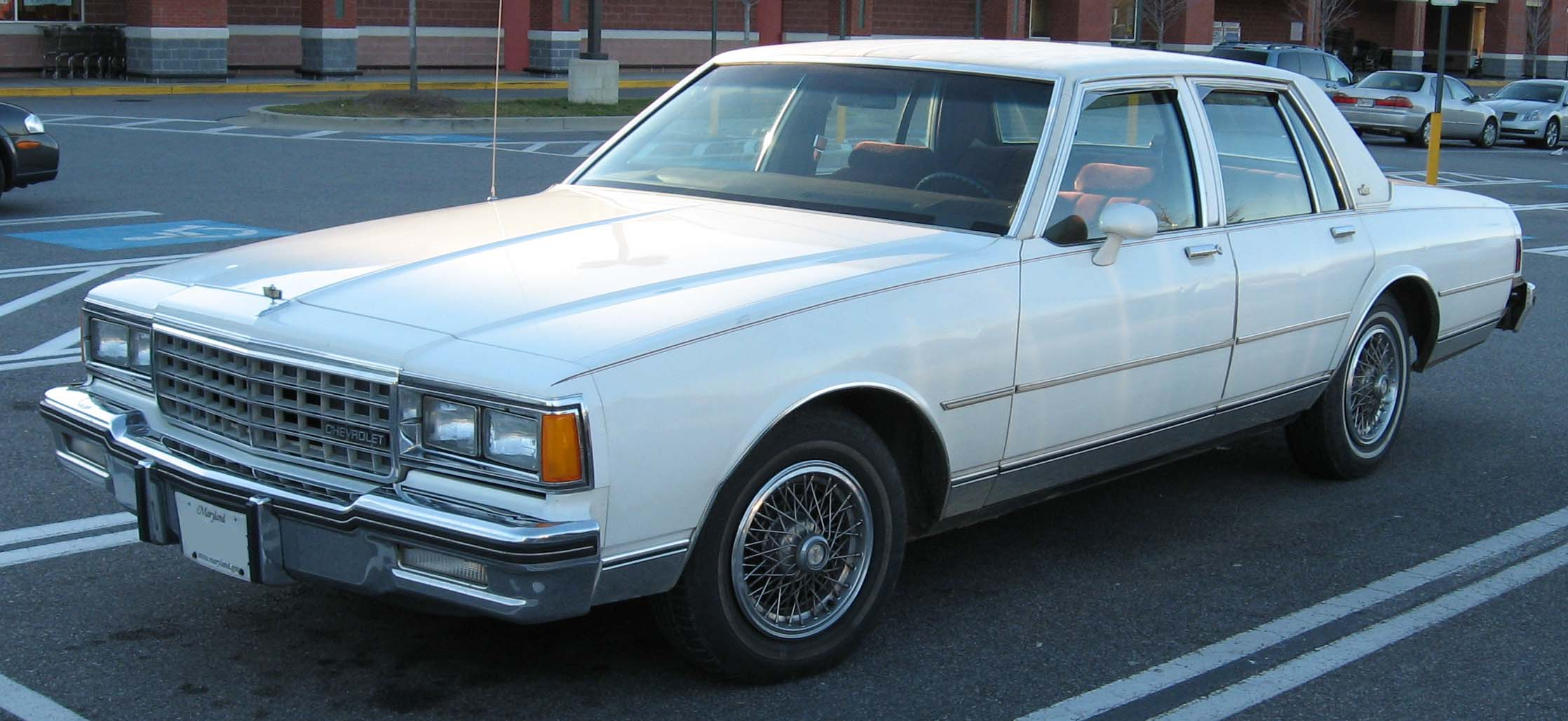
شيفروليه كابريس كلاسيك التي انتجت عام 1981 م ~ 1986 م

شيفروليه كابريس وكابريس كلاسيك التي أنتجت في الولايات المتحدة الأمريكية وكندا بواسطة شركة شيفروليه التابعة لشركة جنرال موتورز الأمريكية في الفترة من العام 1965م وحتى نهاية العام 1996م وبعد ذلك قامت شركة شيفورليه بشراء شركة هولدن في أستراليا التي أفلست. وقد خصصت كابريس الأسترالية للشرق الأوسط فقط. شيفروليه أخذت سيارة تسمى ستيتسمان من هذه الشركة وجعلتها في دول الخليج باسم كابريس حتى تلاقي رواج بين شعب الخليج حيث أن العالم لم يعد يعرف مسمى كابريس بعد نهاية العام 1996م.
كانت شيفروليه كابريس في الماضي تعد من السيارات ذات السمعة الجيدة في السعودية والكويت تحديدا وكندا وبعض دول الخليج العربي
وذلك لما تتميز به من ضخامة حجمها واعتدال سعرها وجودة صناعتها، حيث كانت تستخدم
بكثرة في قطاع سيارات الأجرة والسيارات الحكومية،
إلى أن تم إيقاف تصنيعها.

## الجيل الأول (1966-1970)
اكتسبت كابريس مكانة السلسلة لعام 1966 وتم تصنيفها كأفضل سيارات شفروليه بالحجم الكامل. واشتمل على أربعة أبواب ذات سقف ثابت، ست أو تسع ركاب محطة عربة، وصلب اثنين من الباب مع خط السقف الرسمي مربع قبالة على النقيض من التصميم سقف بسقف منحني حتى مؤخرتها إمبالا / SS كوبيه الرياضية. تم تسويق موديلات كابريس الأربعة على أنها «كابريس كاستم.»
كابريس كاستم إستيت، نموذج جديد لعربة ستيشن واغن مع تقليم خارجي محاكى للحبيبات الخشبية كان أول شفروليه بمثل هذا التصميم منذ أن تم تقديم عربتها الخشبية الحقيقية في عام 1954. تضمنت جميع العربات مقصورة داخلية من صفين منجّد بالكامل من الفينيل مع خيار اختياري مقعد ثالث مواجه للخلف لشخصين. كان محرك V8 سعة 283 بوصة مكعبة (4.6 لتر) قياسيًا في طرازات كابريس مع 325 حصان (242 كيلو واط) 396 قدم مكعب في (6.5 لتر) "Turbo Jet" V8 اختياري. كان من الممكن أن يكون لديك خيار الإنتاج العادي (RPO) L72 ، كتلة كبيرة V8 بسعة 425 حصان مع رافعات صلبة، وعمود كامات خاص ومكربن، وضغط 11 إلى 1. وناقل حركة أوتوماتيكي، نظام قيادة كهربائي، والإطارات الجانبية البيضاء، والجزء العلوي من الفينيل (على الأسطح الصلبة) كانت خيارات تكلفة إضافية، ولكن معظمها تم بناؤها معهم. بالإضافة إلى ذلك، تم توفير تكييف الهواء، والنوافذ الكهربائية، والتحكم في سرعة Cruise-Master ، والمقاعد الكهربائية، وخافت الإضاءة التلقائي للمصابيح الأمامية (1965 فقط) وأجهزة الراديو الاستريو. كان ناقل الحركة القياسي عبارة عن دليل ثلاثي السرعات Synchro-Mesh مثبت على عمود التوجيه. ظل ناقل الحركة هذا قياسيًا حتى ربيع عام 1971، عندما أصبح ناقل الحركة الأوتوماتيكي Turbo Hydra-Matic قياسيًا.
تميزت كابريس 1966 بشبكة معدلة ومصد أمامي، ومصابيح خلفية مستطيلة جديدة حلت محل المصابيح الخلفية التقليدية الثلاثية المستديرة من شفروليه المستخدمة في إمبالا منذ عام 1958، باستثناء طراز 1959. اختلفت العدسات والتطعيمات الفضية في Caprices قليلاً عن الموديلات كاملة الحجم الأخرى. تضمنت سيارات السيدان والكوبيه مقاعد فاخرة من القماش والفينيل مع مسند ذراع مركزي قابل للطي في المقعد الخلفي. اختياري في كلاهما كان مقعد «ستراتو» الذي يجمع بين ظهر المقعد على شكل دلو ومسند ذراع مركزي مع وسادة مقعد لستة ركاب. تحتوي Caprices على أغطية عجلات قياسية فريدة، على الرغم من أن بعض العجلات الاختيارية وأغطية العجلات في الطرز كاملة الحجم كانت اختيارية.
تضمنت الخيارات الجديدة نظام تكييف الهواء "Comfortron" حيث يمكن للسائق ضبط درجة حرارة ثابتة طوال العام. يمكن تعديل خيار عجلة القيادة «الإمالة / التلسكوبية» رأسيًا في ستة أوضاع، بالإضافة إلى تلسكوبها بعيدًا عن عمود التوجيه. يمكن أيضًا طلب الكوبيه مع تصميم داخلي بالكامل من الفينيل يتميز بمقاعد دلو Strato ووحدة تحكم مركزية مع ناقل حركة أرضي، وحجرة تخزين، وإضاءة ترحيبية، وأدوات كاملة في الطرف الأمامي من وحدة التحكم التي تم دمجها مع لوحة العدادات السفلية.
منصة 1965-70 GM B هي رابع أفضل منصة سيارات مبيعًا في التاريخ بعد Volkswagen Beetle و Ford Model T و Lada Riva .

### (1967-1968)
تلقت كابريس 1967 إعادة تصفيف مع خطوط هيكل أكثر استدارة وشبكات ومصابيح خلفية معدلة، ومصابيح زاوية رفرف أمامية اختيارية مضاءة بالمصابيح الأمامية، بالإضافة إلى لوحة عدادات معدلة مع أدوات مستديرة وعجلة قيادة جديدة. كانت جميع عدسات المصابيح الخلفية حمراء حيث تم نقل المصابيح الاحتياطية إلى المصد الخلفي، على عكس الموديلات الأقل حجمًا التي كانت تحتوي على مصابيح احتياطية في وسط المصابيح الخلفية. تم الآن تضمين أسطوانة فرامل رئيسية مزدوجة، بينما كانت فرامل القرص الأمامي اختيارية. تضمنت الخيارات الجديدة الأخرى مشغل شرائط استريو 8 مسارات وأقفال كهربائية للأبواب ونظام مراقبة الضوء الخارجي من الألياف البصرية. استمرت اختيارات المقاعد نفسها كما كانت من قبل مع التنقيحات على أنماط القطع بالإضافة إلى الإضافة الجديدة لتنجيد الفينيل بالكامل كخيار بدون تكلفة للمقاعد التقليدية ومقاعد ستراتو في سيارات السيدان والكوبيه. تم ترحيل عروض المحركات وناقل الحركة من العام السابق. كان الاستثناء هو 425 حصانًا اختياريًا (317 كيلوواط) 427 قدم مكعب في (7.0 لتر) لم يعد Turbo Jet V8 مدرجًا، تاركًا 385 حصانًا (287 كيلو واط) 427 كمحرك علوي. كان ناقل الحركة Turbo Hydramatic ثلاثي السرعات الذي كان متاحًا في السابق فقط مع 396 cu in (6.5 L) و 427 cu in (7.0 L) V8s اختياريًا الآن مع 275 حصان (205 كيلوواط) 327 cu in (5.4 L) Turbo Fire V8 . كما هو الحال مع جميع سيارات عام 1967 التي تم بيعها في الولايات المتحدة، تتميز كابريس بميزات أمان حماية الركاب التي تضمنت عمود توجيه ممتصًا للطاقة، ومقابض تحكم داخلية ناعمة أو مريحة،
كانت «السيارة رقم 100 مليون من جنرال موتورز» من طراز كابريس كوبيه باللون الأزرق الفاتح المعدني لعام 1967. تم تجميعه في 21 أبريل 1967 في مصنع جانيسفيل بولاية ويسكونسن. كانت بالفعل السيارة رقم 100 مليون من جنرال موتورز التي صنعت في الولايات المتحدة تجاوز الإنتاج بما في ذلك المصانع الكندية بالفعل علامة 100 مليون في مارس 1966، مع كون أولدزموبيل تورونادو هي السيارة المعنية.
تلقت كابريس 1968 عملية تجميل طفيفة تضمنت شبكة جديدة مع مصابيح خلفية مثبتة في المصد ومصابيح أمامية مخفية اختيارية. أصبحت كابريس كوبيه الآن قياسية مع نظام Astro Ventilation الجديد، والذي تضمن فتحات إضافية في لوحة العدادات، وإزالة نوافذ (الجناح). أصبحت مصابيح العلامات الجانبية قياسية في جميع السيارات الأمريكية وحملت كابريس مصابيح علامة الزاوية البيضاء الاختيارية على الحافة الأمامية من الرفارف بالإضافة إلى مصابيح وقوف السيارات الكهرمانية التي كانت مضاءة بالمصابيح الأمامية. حصلت جميع سيارات شفروليه عام 1968 على مصابيح أمامية جانبية على الرفرف؛ السيارات ذات المحرك الاختياري تم تحديدها بإزاحة البوصة المكعبة المدرجة على نصف الإطار؛ المصباح نفسه احتل النصف الآخر. تم تقديم نظام مراقبة الألياف البصرية مرة أخرى كخيار. حصلت كابريس كوبيه على منافسة جادة عندما عرضت شيفروليه خط السقف الرسمي للسيارة في إمبالاسلسلة كذلك. أصبحت Impala Custom Coupe النموذج الأكثر مبيعًا في الخط. عاد L72 427 cu in (7.0 L) 425 hp (320 kW) Turbo-Jet V8 إلى قائمة الخيارات بعد توقف لمدة عام واحد. محرك توربو فاير V8 بقوة 307 قدم مكعب (5.0 لتر) بقوة 200 حصان (150 كيلو واط) استبدل الكتلة الصغيرة 195 حصان (145 كيلو واط) 283 متر مكعب في (4.6 لتر) كمحرك قياسي في الداخل، تم تعديل لوحة العدادات مع العودة إلى عداد السرعة الأفقي وعجلة القيادة المنقحة المكونة من ثلاثة أذرع. تحتوي مجموعة العدادات الاختيارية على عداد سرعة ضيق في الفتحة ويحيطها بأدوات تدور حول المحرك بدلاً من مصابيح التحذير. تم نقل مقياس الوقود، الذي تم وضعه بجوار عداد السرعة داخل الكبسولة الخاصة به في الطرازات الأساسية، إلى مكانه الجديد بجوار عداد السرعة. أخذ مقياس سرعة الدوران مكان مقياس الوقود في الفتحة الكبيرة التي خلفها مقياس الوقود.

### (1969-1970)
تم إعادة تصميم كابريس 1969 وشيفروليتات أخرى كاملة الحجم بخطوط هيكل جديدة ومصدات أمامية ملفوفة حول الشبكة (مرة أخرى بمصابيح أمامية مخفية اختيارية، والتي يمكن إضافة غسالات لها كخيار جديد «لمدة عام واحد فقط») إلى جانب جبهة خالية نوافذ على جميع الموديلات. تم نقل قاعدة العجلات التي يبلغ قطرها 119 بوصة (3,023 مم) والهيكل الداخلي والإطار من طراز 1965. تمت إعادة تسمية عربة المحطة إلى Kingswood Estate واستمرت في استخدام تقليم الخشب الخارجي جنبًا إلى جنب مع الزخرفة الداخلية لسيارات كابريس السيدان والكوبيه. أصبحت مساند الرأس بالمقاعد الأمامية الآن من المعدات القياسية لتلبية معايير السلامة الفيدرالية وتم نقل مفتاح الإشعال من لوحة القيادة إلى عمود التوجيه وأيضًا قفل عجلة القيادة عند إزالة المفتاح. كان هذا جزءًا من التفويض الفيدرالي لنماذج 1970، كورفير.
كما قدمت كابريس 1969 وحدة توجيه كهربائية جديدة ذات نسبة متغيرة من تصميم جنرال موتورز كمعدات اختيارية إلى جانب خيار «سلسلة الإطارات السائلة» التي نادراً ما يتم طلبها، والذي كان عبارة عن زر يتم تنشيطه بالفراغ من شأنه أن يرش الجليد على الإطارات الخلفية (خيار UPC الرمز هو "V75"). تم تكبير المحرك القياسي إلى 235 حصان (175 كيلوواط) 327 قدم مكعب في (5.4 لتر) V8 مع خيارات المحرك الاختيارية بما في ذلك 350 cu in (5.7 L) Turbo Fire V8 في إصدارات 255 أو 300 حصان (220 كيلو واط)، 265 حصان (198 كيلوواط) 396 قدم مكعب في (6.5 لتر) مكعبة توربو جيت V8 ، بالإضافة إلى 427 مكعب في (7.0 لتر) مكعبة توربو جيت V8s مصنفة 335 حصان (250 كيلوواط) أو 390 حصان (291) كيلوواط). أصبحت جميع محركات V8 متوفرة الآن مع ناقل الحركة Turbo Hydramatic ثلاثي السرعات لأول مرة على الرغم من أن Powerglide ثنائي السرعات لا يزال معروضًا مع 327 و 350 V8s.
تلقت كابريس 1970 عملية تجميل طفيفة تتميز بمصد أكثر تقليدية أسفل مصبغة الشبكية لتحل محل الوحدة الملتفة المستخدمة في عام 1969، إلى جانب المصابيح الخلفية العمودية الثلاثية الجديدة في المصد الخلفي. تم تصنيع مكابح قرصية أمامية كهربائية وإطارات بحزام من الألياف الزجاجية على عجلات مقاس 15 بوصة (380 مم) من المعدات القياسية جنبًا إلى جنب مع 250 حصان (186 كيلو واط) 350 بوصة مكعبة Turbo Fire V8. تضمنت محركات V8 الاختيارية 300 حصان (224 كيلو واط) 350 و 265 حصان (198 كيلو واط) 400 متر مكعب في (6.6 لتر) توربو فاير V8. كان المحرك الأعلى هو 454 قدم مكعب جديد في (7.4 لتر) توربو جيت V8 عرض في 345 حصان (257 كيلوواط) أو 390 حصان (291 كيلوواط). تم تصميم كل من محركات Turbo Fire بقوة 250 و 265 حصان (198 كيلو واط) لاستخدام البنزين العادي بينما تتطلب محركات Turbo Fire بقوة 300 حصان (220 كيلو واط) ومحركات 454 Turbo Jet وقودًا ممتازًا. كان ناقل الحركة اليدوي ثلاثي السرعات مع تغيير العمود من المعدات القياسية كما في السنوات السابقة ولكن تم إسقاط دليل السرعات الأربع المثبت على الأرض مع ناقل الحركة هيرست من قائمة الخيارات لعام 1970 كما كان الحال مع مقاعد دلو ستراتو والكونسول الوسطي الذي تم تقديمه مسبقًا في الكوبيه. تضمنت خيارات ناقل الحركة الأوتوماتيكي Powerglide ذو السرعتين على 350 V8s و Turbo Hydra-Matic مع جميع المحركات.

## أجيال من كابرس
تم إنتاج هذا الطراز من شيفروليه عبر 6 أجيال:
1. الجيل الأول 1966-1970
2. الجيل الثاني 1971-1976
3. الجيل الثالث 1977-1990
4. الجيل الرابع 1991-1996

و توقف إنتاجها عام 1996 وحل بديلاً عنها بالإسم طرازين من السيارات لشركة استراليه وتسمى هولدن قامت شفروليه بشرائها وإنتاج سياراتها تحت مسمى كابرس ولومينا من عام 2000 ولا تباع إلا في الخليج العربي وأستراليا ولا وجود لإسم كابرس في أمريكا وكندا وأستراليا ولكن عاد أخيرا اسم الكابرس من جديد في أمريكا عام 2011
و الآن تستخدم بكثرة لسيارات الحكومية في لوس انجلوس

### محركات السيارة
تعمل سيارة شيفروليه كابرس الجيل السابع على ثلاثة محركات بنزين مختلفة. ذات جودة عالية وكفاءة ممتازة.
- الأول محرك ذو ست إسطوانات على شكل v بقوة دفع تصل إلى 245 حصان. وسرعة قصوى تصل إلى 225 كم/س
- الثاني محرك ذو ثمان إسطوانات على شكل v بقوة دفع تصل إلى 337 حصان. وسرعة قصوى تصل إلى 245 كم/س
- الثالث محرك ذو ثمان إسطوانات على شكل v بقوة دفع تصل إلى 400 حصان. وسرعة قصوى تصل إلى 260 كم/س